# Катран приморский
Катран приморский, или Морская капуста (лат. Crambe maritima) — вид рода Катран (Crambe) семейства Капустные (Brassicaceae), многолетнее растение, галофит. В дикой природе встречается в Европе вдоль побережий Атлантического океана, Балтийского и Чёрного морей, а также на Кавказе.

## Ботаническое описание

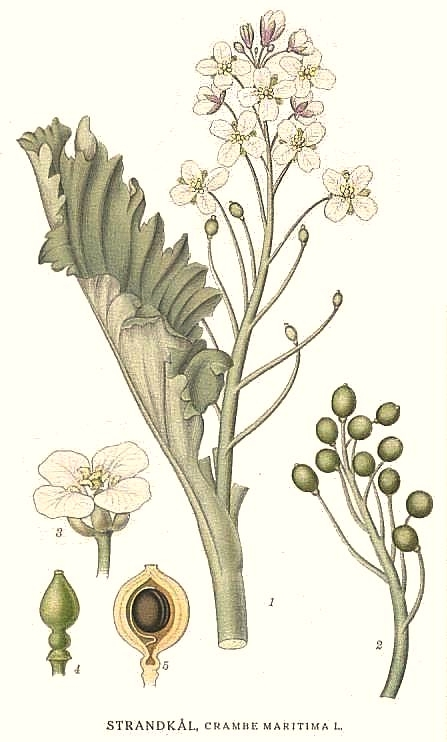

Корень толстый, цилиндрический, серовато-белый, в длину достигает 30—35 см.
Стебель прямостоячий, высотой 50—60 см, ветвистый.
Листья большие, мясистые, серовато-зелёные, с сизым налётом. Прикорневые листья продолговатые или яйцевидные, длиной 10—28 см, шириной 8—24 см, на длинных черешках, неравнобокие у основания, с тупыми верхушками. У стеблевых листьев черешок короткий (1—2 см), они имеют овальную или ромбическую форму, с клиновидным основанием и заострённой верхушкой, длина — 6—8 см, ширина — 4—6 см. Листья на верхушках цельные, продолговато-линейные, с зубчатым краем, длина 3—4 см, ширина 2—3 см.
Цветки белые, крупные, душистые, собраны в кистевидные соцветия. Лепестки длиной 7—9 мм, овальные со слегка выемчатыми верхушками. Чашелистики длиной 3—4,5 мм. Цветёт катран приморский в апреле — мае. Цветки опыляются насекомыми.
Плоды — невскрывающиеся двучленные стручки. Нижний членик маленький, похож на плодоножку, бессемянный. Верхний яйцевидный или шаровидный, диаметром 7—12 мм, содержит одно семя
.
Все части растения имеют жгучий вкус и специфический запах, которые придаёт им горчичное эфирное масло.

## Использование

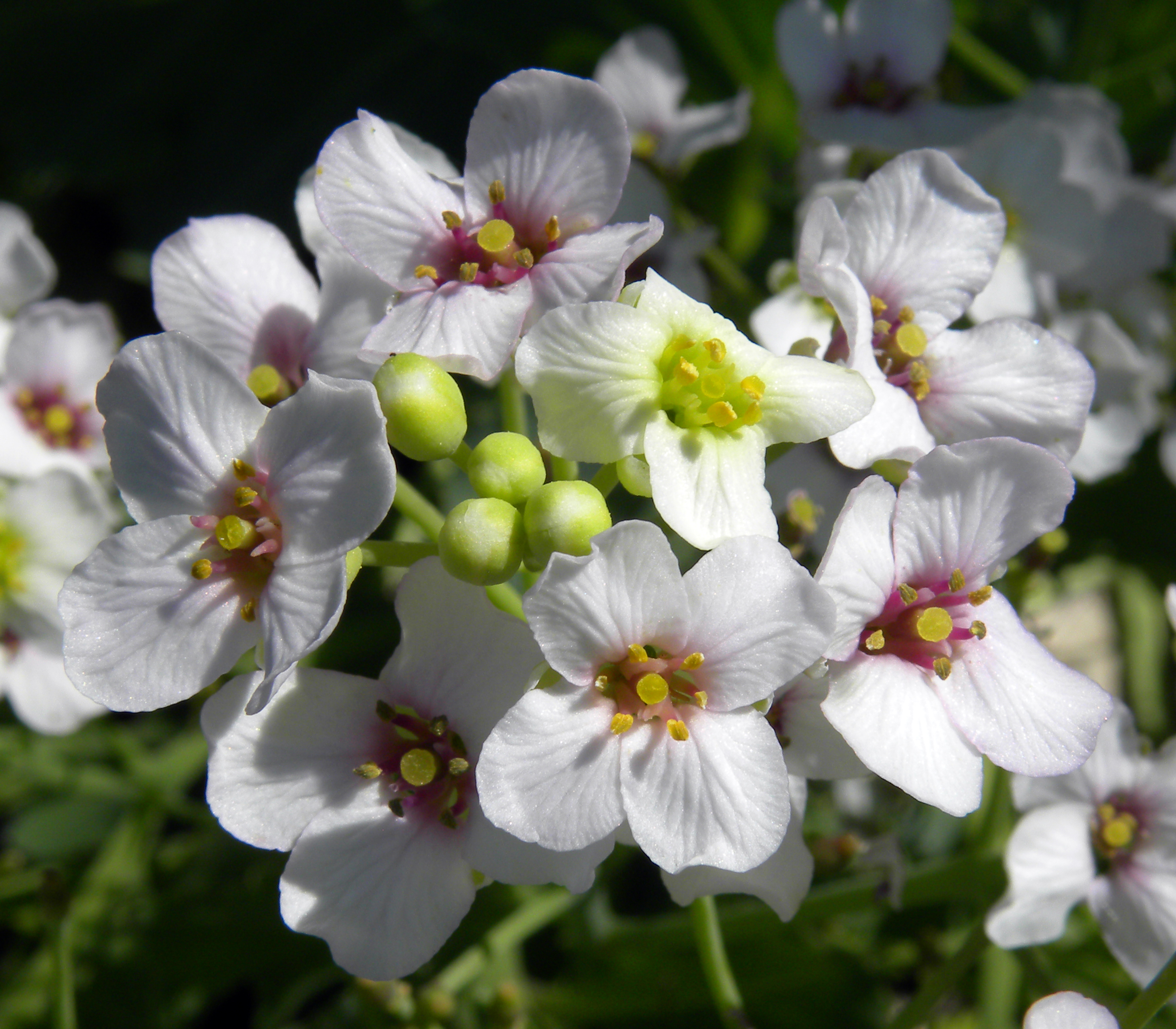

Катран приморский иногда выращивают как декоративное растение, но основное его использование — в качестве овоща. Молодые листья, по вкусу похожие на капустные, используют в салаты, но особенно ценятся молодые отбелённые побеги, которые готовят подобно спарже: их отваривают и подают с соусом бешамель или маслом, солью и перцем. При транспортировке побеги катрана легко повреждаются, поэтому их желательно готовить в пищу сразу после срезки. Корень катрана на вкус очень похож на корень хрена и используется в качестве специи так же, как хрен.

## Выращивание
Катран можно размножать семенами, но проще всего использовать корневые черенки, которые нарезаются весной с маточных растений, так же как у хрена. Предпочитает песчаную, плодородную, хорошо обработанную почву.
Для получения весной отбелённых побегов его с осени прикрывают непрозрачным материалом или присыпают мульчой. Корень для потребления в пищу выкапывают на второй год после посадки.

## Классификация

### Таксономия[6]
Crambe maritima L., 1753, Sp. Pl. : 671
Вид Катран приморский относится к роду Катран (Crambe) семейства Капустные (Brassicaceae) порядка Капустоцветные (Brassicales). Кладограмма в соответствии с Системой APG IV по состоянию на июнь 2023 года:
|  |                                      |  |                                   |                                   |                     |  | ещё 16 семейств | ещё 16 семейств |                   |  |  |  | еще 37 подтвержденных видов и 1 вид, ожидающий подтверждения |
|  |                                      |  |                                   |                                   |                     |  | ещё 16 семейств | ещё 16 семейств |                   |  |  |  | еще 37 подтвержденных видов и 1 вид, ожидающий подтверждения |
|  |                                      |  |                                   | порядок Капустоцветные            |                     |  |                 |                 | род Катран        |  |  |  |                                                              |
|  |                                      |  |                                   | порядок Капустоцветные            |                     |  |                 |                 | род Катран        |  |  |  |                                                              |
|  | отдел Цветковые, или Покрытосеменные |  |                                   |                                   | семейство Капустные |  |                 |                 | Катран приморский |  |  |  |                                                              |
|  | отдел Цветковые, или Покрытосеменные |  |                                   |                                   | семейство Капустные |  |                 |                 |                   |  |  |  |                                                              |
|  |                                      |  | ещё 63 порядка цветковых растений | ещё 63 порядка цветковых растений |                     |  |                 | ещё 354 рода    | ещё 354 рода      |  |  |  |                                                              |
|  |                                      |  |                                   | ещё 63 порядка цветковых растений |                     |  |                 |                 | ещё 354 рода      |  |  |  |                                                              |

### Синонимы
- Cakile pontica  Prokudin
- Cochlearia maritima  (L.) Crantz
- Crambe gigantea  Kit. ex Janka
- Crambe pontica  Steven ex Rupr.
- Crambe suecia  Mill.
- Crambe suecica  Mill.
- Crucifera maritima  E.H.L.Krause

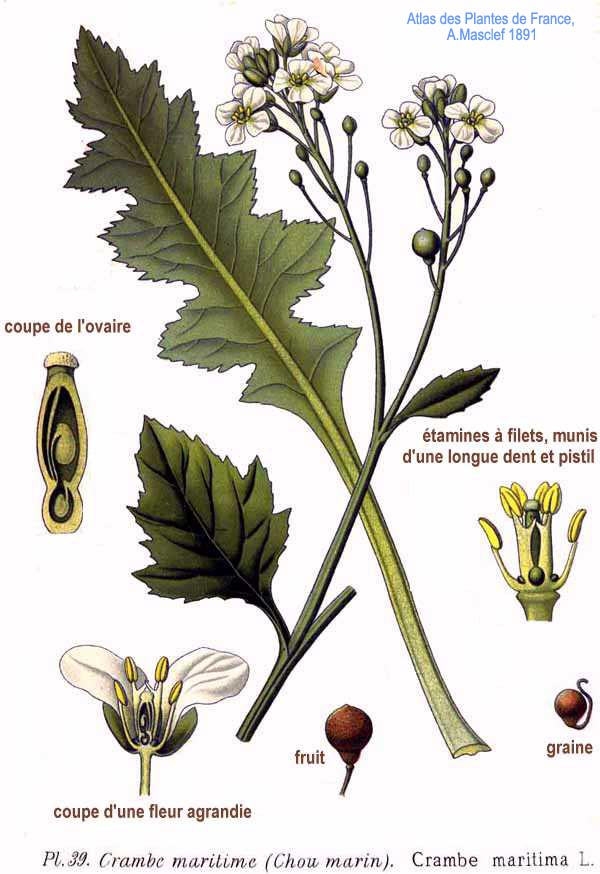
Ботаническая иллюстрация из Atlas des plantes de France (1891)
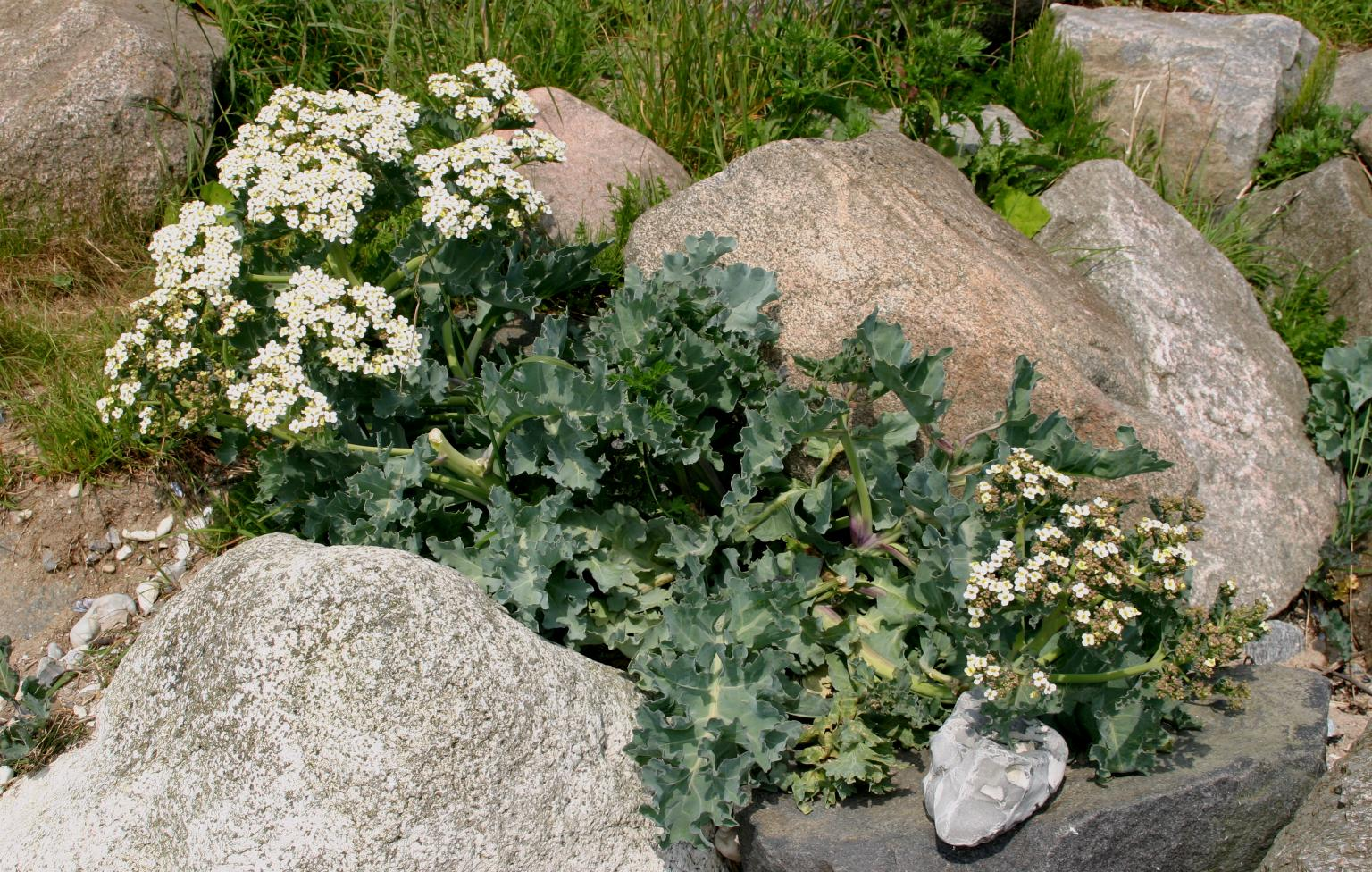
Цветущий катран
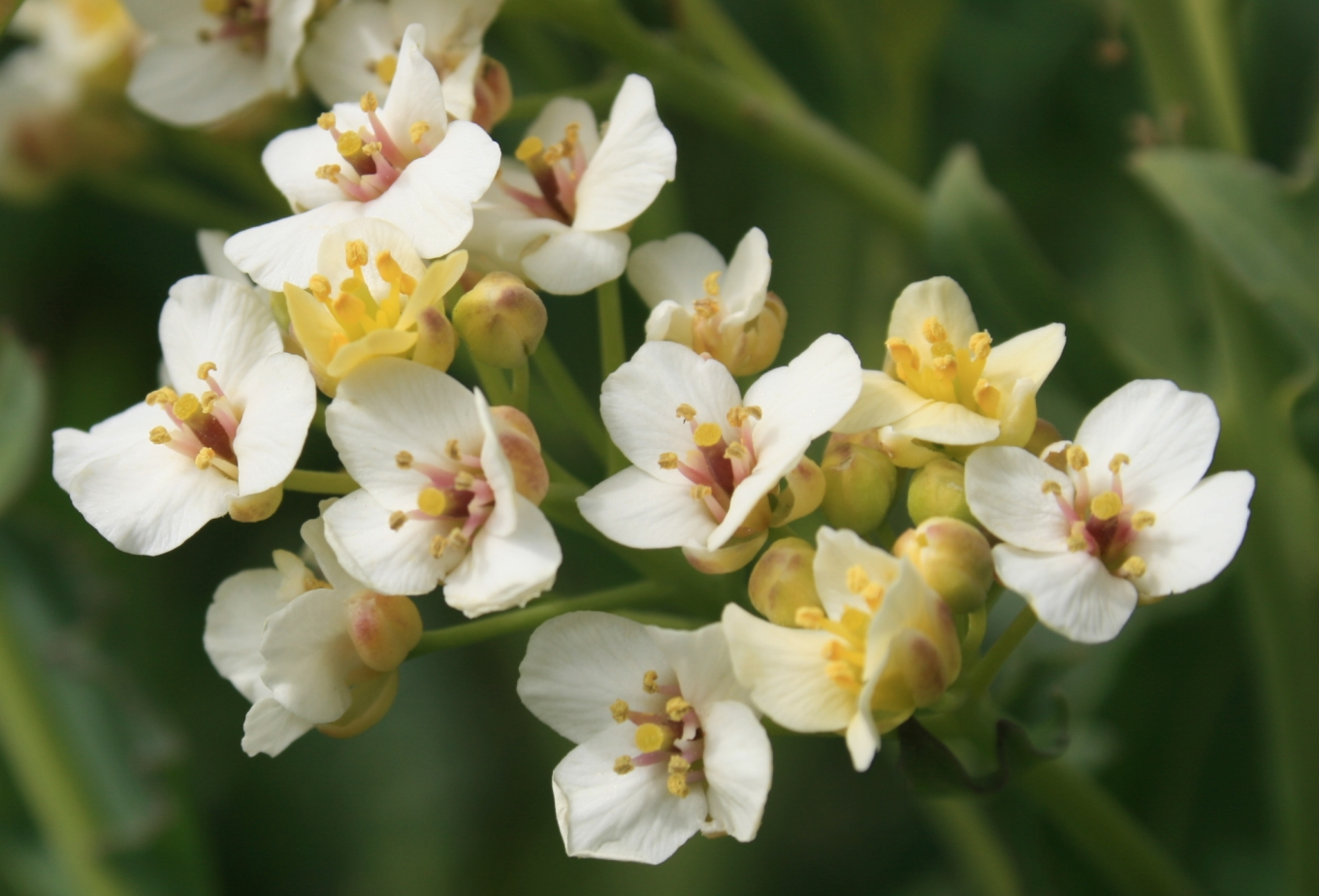
Цветки крупным планом
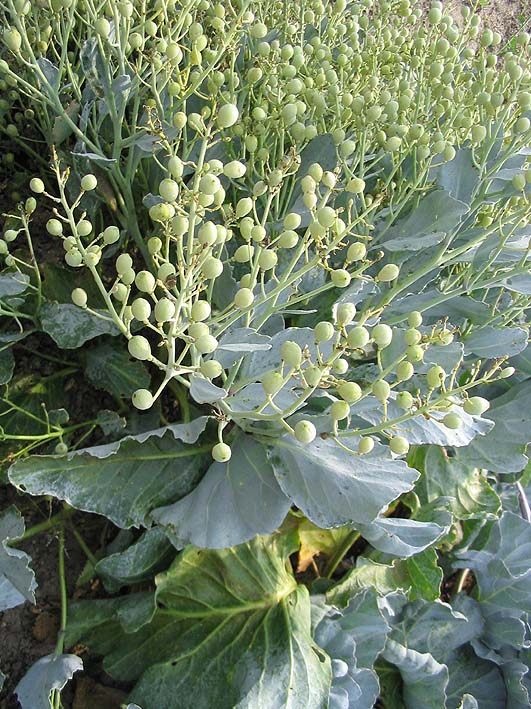
Плоды